# Mierzączka (gromada)
Mierzączka (od 29 II 1956 Sulbiny) – dawna gromada, czyli najmniejsza jednostka podziału terytorialnego Polskiej Rzeczypospolitej Ludowej w latach 1954–1972.
Gromady, z gromadzkimi radami narodowymi (GRN) jako organami władzy najniższego stopnia na wsi, funkcjonowały od reformy reorganizującej administrację wiejską przeprowadzonej jesienią 1954 do momentu ich zniesienia z dniem 1 stycznia 1973, tym samym wypierając organizację gminną w latach 1954–1972.
Gromadę Mierzączka z siedzibą GRN w Mierzączce (w obecnym brzmieniu Mierżączka) utworzono – jako jedną z 8759 gromad na obszarze Polski – w powiecie garwolińskim w woj. warszawskim, na mocy uchwały nr VI/10/2/54 WRN w Warszawie z dnia 5 października 1954. W skład jednostki weszły obszary dotychczasowych gromad Mierzączka, Sulbiny i Sławiny ze zniesionej gminy Górzno w tymże powiecie. Dla gromady ustalono 12 członków gromadzkiej rady narodowej.
Gromadę zniesiono 29 lutego 1956 przez przeniesienie siedziby GRN z Mierzączki do Sulbin ze zmianą nazwy jednostki na gromada Sulbiny.